# Акаяка
Акаяка (порт. Acaiaca) — муниципалитет в Бразилии, входит в штат Минас-Жерайс. Составная часть мезорегиона Зона-да-Мата. Входит в экономико-статистический микрорегион Понти-Нова. Население составляет 4111 человек на 2006 год. Занимает площадь 100,876 км². Плотность населения — 40,8 чел./км².

## История
Город основан 30 декабря 1962 года.

## Статистика
- Валовой внутренний продукт на 2003 год составляет 14 881 130,00 реалов (данные: Бразильский институт географии и статистики).
- Валовой внутренний продукт на душу населения на 2003 год составляет 3711,93 реалов (данные: Бразильский институт географии и статистики).
- Индекс развития человеческого потенциала на 2000 год составляет 0,678 (данные: Программа развития ООН).